# Colin Osborne
Colin Osborne (* 19. Juni 1975 in Middlesbrough) ist ein englischer Dartspieler, der aktuell bei der PDC unter Vertrag steht. Sein Spitzname lautet „Ozzy“, und seine Erkennungsmelodie ist Unbelievable von EMF.

## Karriere
Bei den Players Championships 2006 spielte Osborne beim PDPA Players Championship Hayling Island 1 gegen Michael Kendrick einen Neun-Darter. Bei seiner ersten PDC-Weltmeisterschaft 2007 konnte er nach Siegen gegen Kevin Painter (3:1), Wes Newton (4:2) und Roland Scholten (4:2) das Viertelfinale erreichen, wo er jedoch Andy Jenkins mit 4:5 unterlag. An diesen Erfolg konnte er anknüpfen, als er Halbfinale der UK Open 2007 erreichte, in welchem er knapp mit 10:11 gegen Vincent van der Voort verlor. Im selben Jahr konnte er auch James Wade in der ersten Runde der Las Vegas Desert Classic schlagen, verlor dann allerdings gegen Peter Manley.
Bei der Weltmeisterschaft 2008 unterlag er in der ersten Runde überraschend dem Niederländer Erwin Extercatte mit 1:3. Ähnlich verlief das World Matchplay 2008, bei dem er in der ersten Runde Mervyn King mit 10:7 schlagen konnte und dann in der zweiten Runde gegen Phil Taylor, der zunächst mit 10:0 in Führung ging, mit 5:13 verlor. Bei den Players Championships 2008 spielte Osborne beim PDPA Players Championship Glasgow gegen Lionel Sams einen Neun-Darter.
Osborne verlor auch bei der PDC World Darts Championship 2009 in der zweiten Runde mit 1:4 gegen Vincent van der Voort, nachdem er zuvor den Südafrikaner Charles Losper mit 3:0 besiegen hatte. Trotzdem gelang ihm in diesem Jahr der Durchbruch. Bei den UK Open 2009 erreichte er sein erstes Majorfinale bei der PDC und verlor im Finale gegen Phil Taylor mit 6:11. Seinen ersten Titel gewann er bei der Championship League Darts 2009, als er im Finale Taylor mit 6:4 besiegen konnte. Jedoch schied er bei der Weltmeisterschaft 2010 erneut früh aus. Dieses Mal unterlag er in der ersten Runde dem Australier Simon Whitlock mit 1:3.
2010 erreichte Osborne zunächst das Halbfinale der Players Championship Finals, welches Mervyn King allerdings mit 10:8 gewinnen konnte. Beim Grand Slam of Darts 2010 verlor er zunächst sein Auftaktmatch in der Gruppe gegen Robert Thornton, gewann dann allerdings gegen Whitlock und Dave Chisnall und konnte somit als Gruppenzweiter ins Achtelfinale einziehen. In diesem unterlag er dann Gary Anderson mit 3:10. Auch bei der Weltmeisterschaft 2011 konnte er, nach Siegen gegen Chris Thompson (3:1) und Jamie Caven (4:0), das Achtelfinale erreichen, wo er allerdings nach einer 3:2-Satzführung noch mit 3:4 gegen Raymond van Barneveld verlor.
Bei der PDC World Darts Championship 2012 verlor er in der ersten Runde mit 1:3 gegen Michael van Gerwen und auch bei der Weltmeisterschaft 2013 schied er früh aus. Nachdem er in der ersten Runde den philippinischen Teilnehmer Lourence Ilagan mit 3:0 geschlagen hatte, unterlag er Whitlock in der zweiten Runde mit 0:4.
Bei der PDC Qualifying School 2021 schaffte Osborne es nicht, sich für die Finals Stage zu qualifizieren. Daraufhin nahm er an der Challenge Tour teil, wo er ein Achtelfinale erreichen konnte.
Bei der Q-School 2022 ging Osborne erneut an den Start. Er schied jedoch erneut in der First Stage aus. Auch 2023 nahm er wieder an der Q-School teil, wobei er dieses Mal die Qualifikation zur Final Stage schaffte. Hier war jedoch diesmal Schluss, nachdem er nur einen Punkt für die Rangliste erspielen konnte. Auf der darauffolgenden PDC Challenge Tour 2023 blieben die Erfolge weiterhin aus, sodass er 2024 bei der Q-School wieder in der First Stage startete. Dabei gewann er insgesamt fünf Spiele und qualifizierte sich dabei wieder für die Final Stage. Mit vier Punkten schaffte er es hier auf Rang 23 in der Q-School Order of Merit, was jedoch nicht für eine Tour Card reichte. Bei der darauffolgenden Challenge Tour-Saison spielte sich Osborne einmal ins Viertelfinale und ein weiteres Mal ins Achtelfinale. Er beendete die Challenge Tour Order of Merit 2024 auf Rang 62.
Bei der Q-School 2025 erreichte Osborne über die Rangliste die Final Stage. Dort erzielte er einen Punkt, konnte jedoch wieder keine Tour Card gewinnen.
In seiner Karriere konnte Osborne zwei Nine dart finishes erzielen. Das Erste warf er beim Event auf der Isle of Wight 2005 und das Zweite gelang ihm im Qualifikationsturnier zum World Matchplay 2005.

## Privates
Neben dem Dartsport ist Osborne auch ein guter Tischtennisspieler und spielte schon in der englischen Nationalmannschaft. Zudem wurde er englischer Meister im Jo-Jo-Sport und geht in seiner Freizeit Snooker oder Golf spielen.
Zwar wurde Osborne in Middlesbrough geboren, lebt heute allerdings in Derby. Er ist mit seiner Frau Sarah verheiratet und hat zwei Kinder.

## Weltmeisterschaftsresultate

### PDC
- 2007: Viertelfinale (4:5-Niederlage gegen  Andy Jenkins)
- 2008: 1. Runde (1:3-Niederlage gegen  Erwin Extercatte)
- 2009: 2. Runde (1:4-Niederlage gegen  Vincent van der Voort)
- 2010: 1. Runde (1:3-Niederlage gegen  Simon Whitlock)
- 2011: Achtelfinale (3:4-Niederlage gegen  Raymond van Barneveld)
- 2012: 1. Runde (1:3-Niederlage gegen  Michael van Gerwen)
- 2013: 2. Runde (0:4-Niederlage gegen  Simon Whitlock)
- 2014: 1. Runde (0:3-Niederlage gegen  Brendan Dolan)

## Titel

### PDC
- Majors
  - Championship League Darts: (1) 2009
- Pro Tour
  - Players Championships
    - Players Championships 2008: 28
    - Players Championships 2009: 16, 31
    - Players Championships 2011: 25

  - UK Open Qualifiers
    - UK Open Qualifiers 2007/08: 4
- Weitere
  - 2006: Sheppey Darts Classic

### Andere
- 2009: Sportsdale.com Xmas Open